# Khädub Geleg Palzangpo
 Khädub Geleg Palzangpo (1385–1438) byl první pančhenlama a jeden znejznámějších žáků Congkhapy, zakladatele Gelugpy, jedné ze školy tibetského buddhismu.
Než se stal žákem Congkhapy, studoval učení školy Sakjapa. Podle tradice je první pančhenlama považován za inkarnaci Maňdžušrího, bódhisattvy moudrosti. Khädub Geleg Palzangpo napsal důležitý text ke Kálačakře, který je dodnes používán i 14. dalajlamou.
| Linie pančhenlamů | Linie pančhenlamů                | Linie pančhenlamů        |
| ----------------- | -------------------------------- | ------------------------ |
| Předchůdce: -     | 1385–1438 Khädub Geleg Palzangpo | Nástupce: Sönam Čhoglang |